# Julio Cruz
Julio Ricardo Cruz (Santiago del Estero, Argentina, 10 de octubre de 1974) es un exfutbolista argentino. Jugaba de delantero. En su exitosa carrera se destacan sus pasos por grandes como River Plate, Inter de Milán y Feyenoord.

## Biografía
Inició su carrera en el Temperley, pero debido a la quiebra del club, quedó libre y fichó para el Banfield (junto a otros exTemperley como Mariano Campodónico y Mauro Navas). Existe el mito de que Cruz fue descubierto por Banfield mientras cortaba el pasto, el propio futbolista lo corroboró:

Trabajaba de cadete en Banfield, además de jugar en la cuarta. A mí me gustaba andar en esos tractorcitos para cortar el pasto, y un día me vio el director del campo y me pidió si podía ocupar el puesto de 9 de área porque iba a entrenarse la primera y faltaba gente. Metí 2 goles y me subieron a la reserva esa misma semana.

Su debut fue el 13 de marzo de 1994 en un empate por tres goles contra Huracán.
Luego de dos años, fue transferido a River Plate. Con este club consiguió el Torneo Apertura 1996 y el Torneo Clausura 1997, convirtiendo 18 goles en 30 partidos. Gracias a su buen desempeño, fue transferido al Feyenoord en 1997.
En su primera campaña, 1997-1998, marcó 14 goles para el Feyenoord, y en la temporada 1998-1999 marcaría 15 goles y conseguiría la Eredivisie y la Supercopa de los Países Bajos. Tras ser transferido al Bologna FC en 2000, en el 2003 es transferido al Inter de Milán, con el que consiguió dos Copas de Italia, en 2005, 2006,  y cuatro "scudettos" en 2006, 2007, 2008 y 2009.

## Selección nacional
El primer partido que jugó con la selección mayor fue en el año 1997, contra Bolivia, donde Argentina perdió 2-1, en un partido muy recordado por los incidentes que hubo. Entre ellos un cabezazo del portero Ignacio Carlos González, por la espalda, al delantero boliviano Demetrio Angola luego de que el jugador argentino Gustavo Zapata fuera expulsado e intentara agredir a Angola.
En medio de este ambiente tan tenso, a Cruz, luego de recoger un balón e insultar al personal técnico boliviano, el chofer de la selección boliviana le pega un puñetazo en el pómulo derecho para luego aparecer con sangre en el pómulo izquierdo, Cruz nunca ha aclarado como pudo ocurrir ese hecho tan extraño alegando que ya "es pasado". Este incidente es similar al llamado Maracanazo de la selección chilena aunque Cruz, nunca fue sancionado ni castigado por la FIFA, a diferencia de Roberto Rojas.
Con su selección jugó la Copa América 1997 y la Copa Mundial de fútbol de 2006.
También estuvo en la lista preliminar de jugadores argentinos, gran mayoría menores de 23 años, de los Juegos Olímpicos de Atlanta  1996.
Jugó 22 partidos, en convocatorias de Passarella, Marcelo Bielsa, Pékerman y Alfio Basile.

### Participaciones en Torneos internacionales
| Torneo            | Sede     | Resultado        | Partidos | Part. titular | Goles |
| ----------------- | -------- | ---------------- | -------- | ------------- | ----- |
| Copa América 1997 | Bolivia  | Cuartos de final | 4        | 2             | 0     |
| Copa Mundial 2006 | Alemania | Cuartos de final | 2        | 0             | 0     |

### Participaciones en Eliminatorias del Mundial
| Mundial                      | Resultado   | Posición | Partidos | Part. titular | Goles |
| ---------------------------- | ----------- | -------- | -------- | ------------- | ----- |
| Eliminatoria Mundial de 1998 | Clasificado | 1.º      | 1        | 1             | 0     |
| Eliminatoria Mundial de 2002 | Clasificado | 1.º      | 4        | 2             | 0     |
| Eliminatoria Mundial de 2006 | Clasificado | 2.º      | 0        | 0             | 0     |
| Eliminatoria Mundial de 2010 | Clasificado | 4.º      | 2        | 1             | 0     |

### Goles
| Argentina Absoluta |                         |                                         |        |                   |                 |             |
| #                  | Fecha                   | Lugar                                   | Rival  | Resultado parcial | Resultado final | Competición |
| 1.                 | 9 de junio de 1999      | Soldier Field, Illinois, Estados Unidos | México | 1–1               | 2–2             | Amistosos   |
| 2.                 | 13 de febrero de 2002   | Millennium Stadium, Cardiff, Gales      | Gales  | 1–1               | 1–1             | Amistosos   |
| 3.                 | 16 de noviembre de 2005 | Estadio Jassim bin Hamad, Doha, Catar   | Catar  | 2–0               | 3–0             | Amistosos   |

## Estadísticas

### En clubes
| CA Banfield Argentina | 1.ª                 | 1993-94             | 4   | 0   | —  | —  | —  | —   | 4   | 0    | 0,00 |
| CA Banfield Argentina | 1.ª                 | 1994-95             | 26  | 6   | —  | —  | —  | —   | 26  | 6    | 0,23 |
| CA Banfield Argentina | 1.ª                 | 1995-96             | 33  | 10  | —  | —  | —  | —   | 33  | 10   | 0,30 |
| CA Banfield Argentina | 1.ª                 | 1996                | 1   | 0   | —  | —  | —  | —   | 1   | 0    | 0,00 |
| CA Banfield Argentina | Total club          | Total club          | 64  | 16  | 0  | 0  | 0  | 0   | 64  | 16   | 0,25 |
| River Plate Argentina | 1.ª                 | 1996-97             | 30  | 17  | —  | —  | 6  | 1   | 36  | 18   | 0,50 |
| Feyenoord de Róterdam · Países Bajos | 1.ª                 |                     |     |     |    |    |    |     |     |      |      |
| Feyenoord de Róterdam · Países Bajos | 1.ª                 | 1997-98             | 27  | 15  | —  | —  | 6  | 3   | 33  | 18   | 0,55 |
| Feyenoord de Róterdam · Países Bajos | 1.ª                 | 1998-99             | 29  | 15  | 3  | 0  | 2  | 0   | 34  | 15   | 0,44 |
| Feyenoord de Róterdam · Países Bajos | 1.ª                 | 1999-00             | 30  | 15  | 1  | 0  | 10 | 3   | 41  | 18   | 0,44 |
| Feyenoord de Róterdam · Países Bajos | 1.ª                 | 2000                | —   | —   | —  | —  | 1  | 0   | 1   | 0    | 0,00 |
| Feyenoord de Róterdam · Países Bajos | Total club          | Total club          | 86  | 45  | 4  | 0  | 19 | 6   | 109 | 51   | 0,47 |
| Bologna FC · Italia |                     |                     |     |     |    |    |    |     |     |      |      |
| 1.ª | 2000-01             | 27                  | 7   | 1   | 0  | —  | —  | 28  | 7   | 0,25 |      |
| 1.ª | 2001-02             | 33                  | 10  | 3   | 2  | —  | —  | 36  | 12  | 0,33 |      |
| 1.ª | 2002-03             | 28                  | 10  | 1   | 0  | 6  | 1  | 35  | 11  | 0,31 |      |
| Total club | Total club          | 88                  | 27  | 5   | 2  | 6  | 1  | 99  | 30  | 0,30 |      |
| Inter de Milán · Italia |                     |                     |     |     |    |    |    |     |     |      |      |
| 1.ª | 2003-04             | 21                  | 7   | 4   | 3  | 10 | 1  | 35  | 11  | 0,31 |      |
| 1.ª | 2004-05             | 18                  | 5   | 6   | 2  | 8  | 2  | 32  | 9   | 0,28 |      |
| 1.ª | 2005-06             | 31                  | 15  | 8   | 2  | 7  | 4  | 46  | 21  | 0,46 |      |
| 1.ª | 2006-07             | 15                  | 7   | 4   | 2  | 4  | 3  | 23  | 12  | 0,52 |      |
| 1.ª | 2007-08             | 28                  | 13  | 4   | 4  | 6  | 2  | 38  | 19  | 0,50 |      |
| 1.ª | 2008-09             | 17                  | 2   | 1   | 0  | 5  | 1  | 23  | 3   | 0,13 |      |
| Total club | Total club          | 130                 | 49  | 27  | 13 | 40 | 13 | 197 | 75  | 0,38 |      |
| SS Lazio · Italia | 1.ª                 | 2009-10             | 25  | 4   | 1  | 0  | 4  | 0   | 30  | 4    | 0,13 |
| Total en su carrera | Total en su carrera | Total en su carrera | 423 | 158 | 37 | 15 | 75 | 21  | 535 | 194  | 0,36 |
| (1) Incluye datos de Copa de los Países Bajos / Supercopa de los Países Bajos (1998-99); Copa Italia / Supercopa de Italia (2000-09). (2) Incluye datos de Supercopa Sudamericana (1996); Copa Intercontinental (1996); Recopa Sudamericana (1997); Copa Libertadores (1997); Liga de Campeones de la UEFA (1997-09); Copa de la UEFA / UEFA Europa League (1998-10) y Copa Intertoto de la UEFA (2002). |                     |                     |     |     |    |    |    |     |     |      |      |

### Selección
| Selección                                           | Temporada     | Amistosos | Amistosos | Sudamérica(1) | Sudamérica(1) | Mundial(2) | Mundial(2) | Total | Total | Media goleadora |
| Selección                                           | Temporada     | Part.     | Goles     | Part.         | Goles         | Part.      | Goles      | Part. | Goles | Media goleadora |
| --------------------------------------------------- | ------------- | --------- | --------- | ------------- | ------------- | ---------- | ---------- | ----- | ----- | --------------- |
| Adulta Argentina                                    | 1997          | —         | —         | 5             | 0             | —          | —          | 5     | 0     | 0,00            |
| Adulta Argentina                                    | 1998          | —         | —         | —             | —             | —          | —          | 0     | 0     | 0,00            |
| Adulta Argentina                                    | 1999          | 2         | 1         | —             | —             | —          | —          | 2     | 1     | 0,50            |
| Adulta Argentina                                    | 2000          | —         | —         | 1             | 0             | —          | —          | 1     | 0     | 0,00            |
| Adulta Argentina                                    | 2001          | 1         | 0         | 3             | 0             | —          | —          | 4     | 0     | 0,00            |
| Adulta Argentina                                    | 2002          | 1         | 1         | —             | —             | —          | —          | 1     | 1     | 1,00            |
| Adulta Argentina                                    | 2003          | —         | —         | —             | —             | —          | —          | 0     | 0     | 0,00            |
| Adulta Argentina                                    | 2004          | —         | —         | —             | —             | —          | —          | 0     | 0     | 0,00            |
| Adulta Argentina                                    | 2005          | 2         | 1         | —             | —             | —          | —          | 2     | 1     | 0,50            |
| Adulta Argentina                                    | 2006          | —         | —         | —             | —             | 2          | 0          | 2     | 0     | 0,00            |
| Adulta Argentina                                    | 2007          | —         | —         | —             | —             | —          | —          | 0     | 0     | 0,00            |
| Adulta Argentina                                    | 2008          | 3         | 0         | 2             | 0             | —          | —          | 5     | 0     | 0,00            |
| Adulta Argentina                                    | Total         | 9         | 3         | 11            | 0             | 2          | 0          | 22    | 3     | 0,14            |
| Total carrera                                       | Total carrera | 9         | 3         | 11            | 0             | 2          | 0          | 22    | 3     | 0,14            |
| (1) Incluye los partidos de la Copa América (1997). |               |           |           |               |               |            |            |       |       |                 |

### Resumen estadístico
| Competición           | Partidos | Goles | Promedio |
| --------------------- | -------- | ----- | -------- |
| Primera División      | 423      | 158   | 0,37     |
| Copas nacionales      | 37       | 15    | 0,41     |
| Copas internacionales | 75       | 21    | 0,28     |
| Selección adulta      | 22       | 3     | 0,14     |
| Total                 | 557      | 197   | 0,35     |

## Palmarés

### Campeonatos nacionales
| Título                        | Club                  | Sede         | Año     |
| ----------------------------- | --------------------- | ------------ | ------- |
| Primera División              | River Plate           | Buenos Aires | A-1996  |
| Primera División              | River Plate           | Buenos Aires | C-1997  |
| Eredivisie                    | Feyenoord de Róterdam | Róterdam     | 1998/99 |
| Supercopa de los Países Bajos | Feyenoord de Róterdam | Ámsterdam    | 1999    |
| Copa Italia                   | Inter de Milán        | Roma         | 2004/05 |
| Supercopa de Italia           | Inter de Milán        | Turín        | 2005    |
| Serie A                       | Inter de Milán        | Milán        | 2005/06 |
| Copa Italia                   | Inter de Milán        | Milán        | 2005/06 |
| Supercopa de Italia           | Inter de Milán        | Milán        | 2006    |
| Serie A                       | Inter de Milán        | Siena        | 2006/07 |
| Serie A                       | Inter de Milán        | Parma        | 2007/08 |
| Supercopa de Italia           | Inter de Milán        | Milán        | 2008    |
| Serie A                       | Inter de Milán        | Milán        | 2008/09 |
| Supercopa de Italia           | SS Lazio              | Pekín        | 2009    |

### Distinciones individuales
| Premio                                                                         | Año  |
| ------------------------------------------------------------------------------ | ---- |
| Máximo goleador de la Copa Italia (4 goles, empatado con Balotelli y Iaquinta) | 2008 |